# Мардук
Мардук — верховний бог Вавилону. Спершу місцевий бог Вавилону, пізніше поглинув функції інших богів і зайняв місце, яке раніше займав у пантеоні Енліль. У Біблії згадується як Меродах. У стародавніх сирійців вважався тотожним громовержецю Ваалу, або Мелькарту міста Сур.

## У міфології

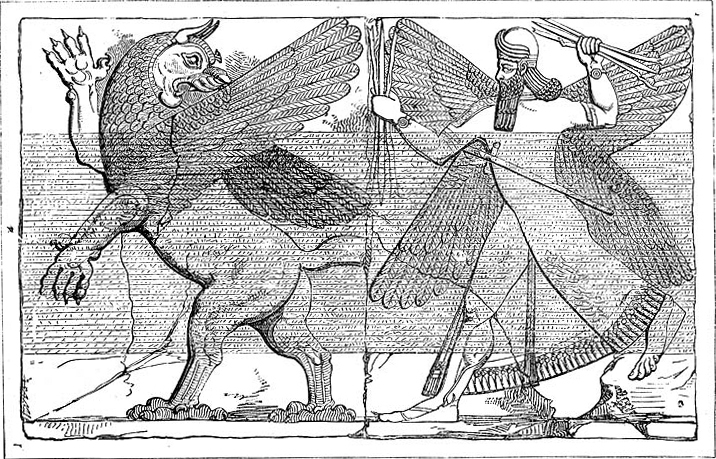
Бій Мардука та Тіамат

Як часто траплялося в давнину, положення божества в язичницькому пантеоні залежало від політичного положення міста чи держави яким він був покровителем. Мардук відомий ще з шумерських часів, але тоді він був лише другорядним божеством. Але з піднесенням Вавилону за Хаммурапі висунуло Мардука на перший план і дозволило врешті-решт стати верховним богом вавилонського пантеону. Він відтіснив Ану (бога неба) та Енліля (бога землі) в міфології і зайняв місце обох великих богів. В пізніший період до його імені Мардук додавався титул Бел, що означає Господь. В дидактичній поемі «Енум еліш» («Коли зверху») — йому відведено роль бога-творця. В нововавилонський час за Навуходоносора Мардук відтіснив багатьох інших богів зі сфер їх впливу, і вони перетворилися лише на різні втілення його особистості. Він став універсальним богом до якого зверталися в найрізноманітніших справах. Мардук вважався прихильним до людей богом, зцілював хворих та знімав закляття з зачарованих. Письмові джерела повідомляють про мудрість Мардука, про його мистецтво лікування і заклинальну силу; бога називають «суддею богів», «владикою богів» і навіть «батьком богів».
Згідно з міфами Мардук вважався сином Еа (Енкі) і Домкіни (Дамгальнуни). Дружиною Мардука вважалася богиня Сарпаніт, яка виступала також як загальна помічниця та захисниця. Оскільки Мардук був верховним богом, то в його розпорядженні був великий почет, що за зразком царського двору складався з міністрів, наглядачів, вартових, слуг, чашників, цирульників, пекарів тощо. Царпаніт також мала численну челядь. Власне усі скільки-небудь значні боги мали цілий штат прислужників з числа нижчих божеств.
Сином та довіреним Мардука був Набу, чиє значення зростало разом з батьком. Набу був богом писарів і покровителем мудрості та наук. Він також був писарем Мардука й писав для нього таблиці долей, завдяки чому користувався неабияким впливом.
Міфи розповідають про перемогу Мардука над військом Тіамат, що утілює світовий хаос. Бог, озброєний луком, палицею, тенетами й у супроводі чотирьох небесних вітрів і семи бурь, створених ним для боротьби з одинадцятьма чудовиськами Тіамат, вступив в бій. У роззявлену пащу Тіамат він загнав «злий вітер», і та не змогла закрити її. Мардук тут же докінчив Тіамат стрілою, розправився з її свитою і відняв у вбитого ним чудовиська Кингу (чоловіка Тіамат) таблиці доль, які дали йому світове панування. Далі Мардук почав творити світ: він розітнув тіло Тіамат на дві частини; з нижньої зробив землю, з верхньої — небо. Причому бог замкнув небо на засув, приставив варту, щоб вода не могла просочитися вниз на землю. Він визначив володіння богів і шляхи небесних світил, за його планом боги створили людину і в подяку побудували йому «небесний Вавилон».

## Атрибути Мардука

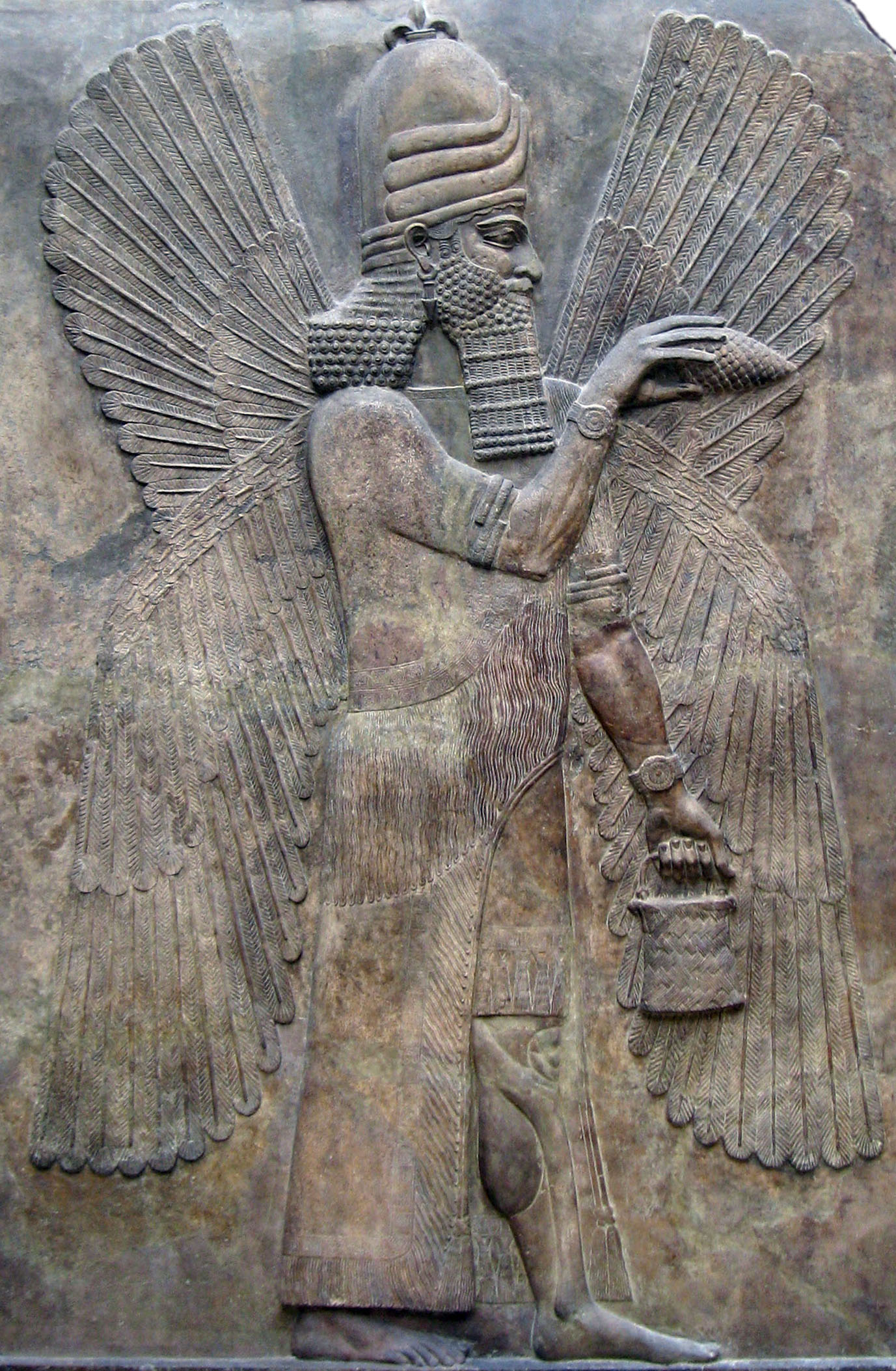
Мардук. Барельєф, Лувр

Символами Мардука були мотика, лопата, сокира і дракон мушхушшу з тілом і головою як у змії, з передніми лапами як в лева, а задніми як у птаха і з скорпіоновим жалом у хвості, а частини тіла самого бога порівнювалися з різними тваринами і рослинами: «його головні нутрощі — леви; його малі нутрощі — собаки; його спинний хребет — кедр; його пальці — очерет; його череп — срібло; вилите його сім'я — золото».
Числом символом Мардука була 50, що свідчить про його колишнє другорядне значення, оскільки система означень спиралася на 60-кову систему лічби, де найбільшими числами позначалися найшанованіші боги давнини.
Зазвичай Мардук зображувався з символами влади в руках — кільцем і жезлом.

## Вавилонські царі, названі його ім'ям
- Мардук-апла-іддін I (1172—1158 до н. е.)
- Мардук-кабіт-аххешу (бл. 1150 до н. е.)
- Ітті-Мардук-балату (до 1133 до н. е.)
- Мардук-надін-аххе (1101—1083 до н. е.)
- Мардук-шапік-зері (1083—1070 до н. е.)
- Мардук-аххе-еріба (1048—1047 до н. е.)
- Мардук-зер-... (1047—1036 до н. е.)
- Мардук-закір-шумі I
- Мардук-балассу-ікбі
- Мардук-бел-зері
- Мардук-апла-уцур
- Еріба-Мардук (бл. 770 до н. е.)
- Мардук-апла-іддіна II (721—710, 703 до н. е. (повторно))
- Мардук-закір-шумі II (703 до н. е.)
- Мушезіб-Мардук (692—689 до н. е.)
- Амель-Мардук (562—560 до н. е .; помер між 7 і 13 серпня)
- Лабаші-Мардук (556 — травень 556 до н. е.)

## Мардук у Біблії
У Біблії згадується, що Навуходоносор забрав як здобич священний посуд з єрусалимського храму, присвяченого Ягве та «відправив їх до краю вавилонського, до дому свого бога, а посуд відправив до скарбничного дому свого бога» Мардука, якого євреї називали Меродах. Було знайдено вавилонський напис, в якому цар Навуходоносор говорить про храм Мардука: «Я наповнив його сріблом та золотом і дорогоцінним камінням… і помістив там скарбничий дім мого царства». Згодом були написані пророчі слова про помсту Єгови: «Здобутий уже Вавилон, засоромлений Бел, зламаний Меродах, боввани його посоромлені, порозбивані всі його божища!» Як результат, Вавилонія була завойована мідійцями та персами в 539 до н. е. на чолі з Киром Великим та приєднана до новоутвореної мідо-перської імперії.